# Reakcja Ullmanna
Reakcja Ullmanna lub sprzęganie Ullmanna – reakcja sprzęgania pomiędzy dwoma halogenkami arylowymi w obecności miedzi. Nazwa reakcji pochodzi od nazwiska niemieckiego chemika, Fritza Ullmanna.
Typowym przykładem reakcji jest sprzęganie dwóch cząsteczek o-chloronitrobenzenu w celu otrzymania cząsteczki 2,2'-dinitrobifenylu w obecności brązu – stopu miedzi.
Tradycyjna wersja reakcji Ullmanna wymaga ostrych warunków reakcyjnych i znana jest z niekonsekwencji otrzymywania produktów, a od jej odkrycia wprowadzono pewne udoskonalenia.

## Mechanizm reakcji
Mechanizm reakcji Ullmanna jest wnikliwie analizowany. Spektroskopia EPR wykazała wydzielanie się pośrednich produktów rodnikowych. Obserwowany ciąg addycji oksydatywnych/eliminacji redukcyjnych na katalizatorze palladowym jest nietypowy dla miedzi, ponieważ miedź(III) jest rzadko spotykana. Reakcja prawdopodobnie wiąże się z powstawaniem związków miedzioorganicznych (RCuX), które reagują z drugim substratem arylowym w reakcji aromatycznej substytucji nukleofilowej. Istnieją również alternatywne mechanizmy reakcji, takie jak metateza wiązań σ
W zmodyfikowanej reakcji Ullmanna 2-bromowinylostyren reaguje z imidazolem w cieczy jonowej tworząc n-winyloimidazol. Reakcja ta prowadzona była w obecności (L)-proliny jako katalizatora.